# Rozonda Thomas
Rozonda Ocielian Thomas (Atlanta, 27 de fevereiro de 1971) mais conhecida pelo seu nome artístico Chilli, é uma cantora, compositora, dançarina, atriz e personalidade de televisão que alcançou a fama no início dos anos 90 como membro do grupo TLC, um dos girl groups mais vendidos do século XX.

## Biografia
Thomas nasceu em Atlanta, e se formou na Escola Secundária Benjamin E. Mays em 1989. Seu pai, Abdul Ali, é de ascendência árabe e indiana, e sua mãe, Ava Thomas, é afro-americana e descendente de nativos americanos. Thomas, que havia sido criada por sua mãe, mais tarde permitiu que o talk show da televisão de Sally Jessy Raphael transmitisse imagens de seu encontro com seu pai pela primeira vez em 1996.

## Carreira musical

### TLC
Thomas foi a primeira dançarina de Damian Dame. Em 1991, ela se juntou TLC, substituindo a fundadora Crystal Jones, e foi apelidada de "Chilli" para que o grupo poderia reter o nome TLC. O grupo chegou a vender mais de 45 milhões de discos em todo o mundo e tornou-se o segundo melhor grupo do mundo e primeiro nas girl group norte-americana de todos os tempos. Chilli ganhou quatro prêmios Grammy por seu trabalho com TLC.
Desde a morte de Lisa "Left Eye" Lopes em 25 de abril de 2002, Thomas e Tionne "T-Boz" Watkinsrealizaram ocasionalmente como uma dupla. Em 2009, Thomas e Watkins realizaram uma série de shows na Ásia, e estão planejando um novo álbum e uma possível turnê.
No final de 2011, VH1 anunciou planos para produzir um filme biográfico sobre TLC ao ar em 2013. Thomas e Watkins assinaram como produtoras de CrazySexyCool: the TLC Story.

### Carreira solo
Thomas começou a trabalhar em seu álbum solo em 2000, após a conclusão da promoção para o terceiro álbum do TLC, FanMail. Ela deixou de produzir, quando o trabalho começou no álbum seguinte do TLC, 3D (2002). Em 2006, rumores de ter assinado um contrato de quatro álbuns com a Kon Live Distribuition, gravadora do cantor/rapper Akon. Ao vivo em 2006, ela negou esses relatos e confirmou que ela estava recebendo ofertas de outras gravadoras. Foi confirmado que o nome do álbum seria intitulado "Bi-Polar", mas devido a conflitos de agenda e atrasos constantes, o álbum foi arquivado. O álbum foi uma incluso de rumores de incluir o trabalho com Missy Elliott, bem como faixas produzidas por T-Pain, e Tricky. Certas pistas que foram destinadas para o álbum foram vazou de 2006 a 2008. A faixa intitulada "Gameproof", que contou com a participação da sua ex-companheira de banda, Tionne "T-Boz" Watkins, vazou na Primavera de 2006. Em 16 de fevereiro de 2007, "Straight Jack", uma faixa com Missy Elliott e produzido por Polow da Don vazou. A faixa entrou no Deutsche Gráfico Preto na posição #35. No início de abril de 2008, o único single primeiro solo oficial, "Dumb, Dumb, Dumb" foi lançado. Nenhum singles á mais foram anunciados ou vazados.
Em 2012, Thomas apareceu como a protagonista no clipe do cantor de R&B, Tyrese, "Nothin 'On You".
Em janeiro de 2016, ela lançou um novo single solo, "Body", que serviu para promover sua nova campanha de exercícios de fitness.

## Atuação e papéis na televisão
Thomas fez aparições em séries como The Parkers, That 70s Show e Strong Medicine. Em 2000, ela foi apresentada nos filmes feitos para televisão no Natal, A Diva's Christmas Carol e Love Song (com Monica), e no filme Snow Day. Em 2001, ela co-estrelou no filme de ação Ticker, dirigido por Albert Pyun. Ela também desempenhou um pequeno papel no filme de 1998, Plenty Hav. Em 2011, Thomas fez aparições em toda a primeira temporada de Single Ladies da VH1. Ela apareceu novamente na segunda temporada da série, apresentando a sua faixa inédita, "Flirt", escrito por Tiyon "TC" Mack e produzida por Soundz.
Em junho de 2009, a VH1 anunciou a exibição de um reality show estrelado por Thomas. A série, "What Chilli Wants", que documenta a busca de Thomas a encontrar um namorado e gerir a sua vida com a ajuda do seu amor e da especialista em relacionamentos Tionna T. Smalls. estreou em 11 de abril de 2010. A segunda temporada de What Chilli Wants estreou em 2 de janeiro de 2011.
Em 2013, Thomas tornou-se um membra do "Team Guy" na segunda temporada da Food Network, Rachael vs Guy: Celebrity Cook-Off. Thomas também apareceu no episódio 14 do WWE Countdown, onde ela falou sobre The Rock.
Em 2016, foi anunciado que se juntou ao elenco do filme Marshall, que é um filme biográfico sobre a vida de Thurgood Marshall; ela interpreta Zora Neale Hurston.

## Vida pessoal
Aos 20 anos, ficou grávida do produtor Dallas Austin. Devido às aspirações da carreira, e as pressões de fora, ela optou por fazer um aborto. No seu show, What Chilli Wants, ela revelaria ter lamentado a decisão. Thomas e Austin continuaram seu relacionamento, e, mais tarde, tiveram um filho, Tron Austin (nascido em 2 de junho de 1997). Após rompimento de Thomas com Austin, ela se envolveu com o cantor Usher (e foi apresentada em seus vídeos musicais "U Remind Me" e "U Got It Bad".) O casal se separou em janeiro de 2004. Ela também comercializa uma linha de bolsas, intitulado "Bags by Chilli". Em uma entrevista no The Bert Show no canal de rádio Atlanta, Q100, em 17 de fevereiro de 2004, Thomas alegou que Usher a traiu: "Usher fez o máximo de não-não para mim .... eu nunca estarei com ele novamente, e é isso". Usher defendeu: "... simplesmente não funcionou. Mas trapacear não é o que causou o colapso e a colisão do relacionamento. Isso não foi o que acabou".

## Discografia

### Álbuns solo
- 2009: Bi-Polar (arquivado)

### Singles
- 2008: "Dumb Dumb Dumb"

### Como artista convidada
- 2009: "Let's Just Do It" (Lisa Lopes com participação de Missy Elliott e TLC)
- 2016: "Body"